# Abraham González
Abraham González Casavantes (Ciudad Guerrero, 4 juli 1864 – Cañón de Bachimba, 7 maart 1913) was een Mexicaans politicus.
González studeerde aan de University of Notre Dame in de Verenigde Staten. Hij was in zijn thuisstaat Chihuahua een van de felste tegenstanders van de dictatuur van Porfirio Díaz, en diens gouverneurs in Chihuahua Luis Terrazas en Enrique Creel. Hij sloot zich aan bij de Nationale Antiherverkiezingspartij (PNA) van Francisco I. Madero, die hem tot interim-vicepresident benoemde. Hij raakte onder andere in contact met Pancho Villa, voor wie hij als mentor gold. Na de overwinning van de antireelectionistas in de Slag om Ciudad Juárez werd González benoemd tot gouverneur van Chihuahua.
Na de staatsgreep van Victoriano Huerta werd hij afgezet en gearresteerd door generaal Antonio Rábago. Hij werd per trein naar Mexico-Stad gebracht, maar werd onderweg om het leven gebracht.
- Gemeinsame Normdatei: 130263443
- International Standard Name Identifier: 0000 0000 3119 1509
- Library of Congress Control Number: n88035894
- Nationale Bibliotheek van Israël: 987007334746705171
- Nederlandse Thesaurus van Auteursnamen: 131470418
- Système universitaire de documentation: 129107131
- Virtual International Authority File: 42940367
- WorldCat: E39PBJvmM4qyFMbXjWPCH4KmVC